# Lestidiops indopacifica
Lestidiops indopacifica är en fiskart som först beskrevs av Ege, 1953.  Lestidiops indopacifica ingår i släktet Lestidiops och familjen laxtobisfiskar. Inga underarter finns listade i Catalogue of Life.